# Nibelgau
Der Nibelgau (teils auch Niebelgau genannt) ist eine Landschaft im südöstlichen Baden-Württemberg und eine ehemalige Gaugrafschaft im später württembergischen Schwaben.

## Geographie

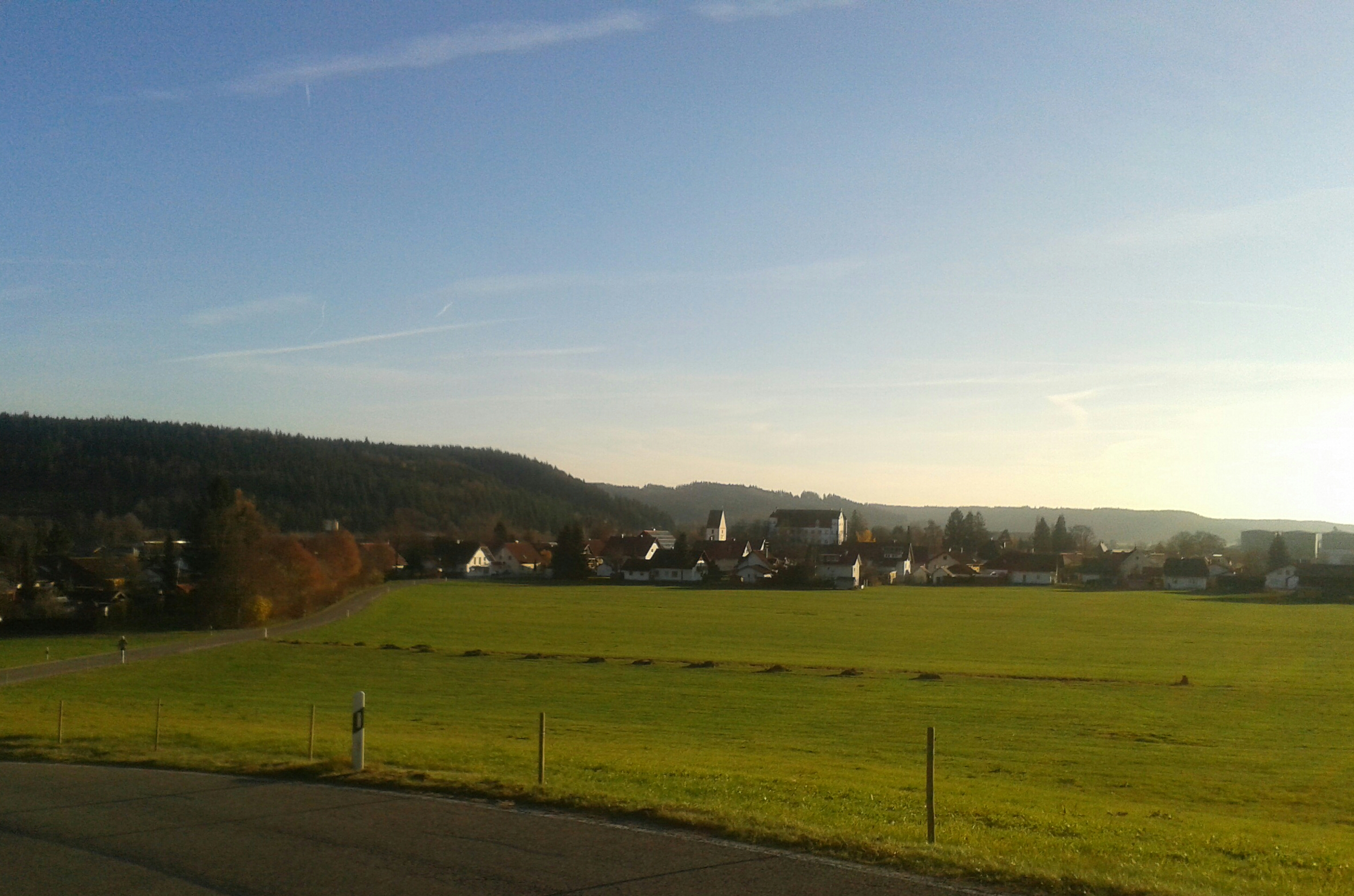
Im Nibelgau oberhalb von Altmannshofen

Der Nibelgau befindet sich im württembergischen Teil des Allgäus im Landkreis Ravensburg und umfasst hauptsächlich das Tal der Aitrach rund um die Stadt Leutkirch. Ein kurzes Stück des Oberlaufs der Eschach, des rechten Quellflusses der Aitrach, trägt noch heute den alten Namen Nibel. Nördlich verläuft die Grenze des Nibelgaus bei Aitrach und Bad Wurzach, im Westen entlang des Altdorfer Waldes, im Süden von der Oberen Argen nach Martinszell an der Iller und im Osten entlang der Iller. Es deckt sich großteils mit dem ehemaligen Oberamt Leutkirch.

## Geschichte
Der Nibelgau ist zwischen 766 und 1135 in Urkunden bezeugt. Die gräflichen Rechte wurden seit dem 8. Jahrhundert von dem Grafengeschlecht der Ulriche und seit dem 11. Jahrhundert von ihren Nachkommen, den Grafen von Bregenz, ausgeübt.
Im späten 12. Jahrhundert folgten ihnen die Grafen von Montfort, nachdem um 1100 das Gebiet des Klosters Kempten sowie das Gebiet um Eglofs abgetrennt worden waren. Im 12. Jahrhundert wurde die Burg Zeil Grafensitz und auch namensgebend für die Grafschaft, die um 1240 von Kaiser Friedrich II. erworben wurde.